# Аптекман, Дора Исааковна
Дора Исааковна (Доротея Игнатьевна) Аптекман (1852 — после 1926) — русская революционерка-народница, земский врач.

## Биография
Родилась в 1852 году в уездном городе Бахмут Екатеринославской губернии (ныне в Донецкой области Украины). Двоюродная сестра Осипа Васильевича Аптекмана.
Окончила Харьковскую женскую гимназию. Находилась под влиянием двоюродного брата О. В. Аптекмана. В марте 1871 года уехала в Цюрих (Швейцария), где поступила на медицинский факультет Цюрихского университета.
Вошла в кружок русских студенток «Фричи». Сблизилась с В. Н. Фигнер.
В 1873 году, после требования русского правительства вернуться на Родину, переехала в Берн и продолжала учёбу в Бернском университете.

В феврале 1877 года, после получения в Берне диплома врача, вернулась в Харьков.
По распоряжению III Отделения от 8 марта 1878 года подчинена строгому негласному наблюдению вследствие участия её в деятельности русской эмиграции в Цюрихе. В конце 1878 года входила в петербургскую группу организации «Земля и Воля».
В сентябре 1878 года просила о допущении её к испытанию на право частной врачебной практики. В виду её заявления о полном «раскаянии», в октябре 1878 года получила право держать экзамен. В 1879 году получила звание женщины-врача.
Согласно циркуляру министра внутренних дел от 1 сентября 1879 года, выслана в Новгородскую губернию под негласный надзор полиции. С 6 октября 1879 года водворена в Новгородском уезде (Чудово).
В начале 1880-х годов, по возвращении в Петербург, распоряжением Департамента полиции от 12 ноября 1883 года, вследствие сношений с политически неблагонадежными лицами, арестована в Петербурге 12 февраля 1885 года и привлечена к дознанию при Петербургском жандармском управлении, вследствие подозрения в принадлежности её к кружку партии «Народная воля», организованному курсистской  Марией Емельяновой. По распоряжению Петербургского градоначальника от 28 марта 1885 года воспрещено жительство в Петербурге и в Петербургской губернии (выслана в Чудово). Особое совещание в своем постановлении от 27 августа 1885 года нашло достаточным воспрещение жить в Петербурге и Петербургской губернии и отклонило ходатайство Петербургского градоначальника о подчинении её гласному надзору полиции на четыре года.
В апреле 1886 года по ходатайству Петербургского городского головы В. И. Лихачева  разрешено жительство в Петербурге, где работала думским врачом.
В октябре 1886 года приехала в с. Вельможку (Кирсановский уезд, Тамбовская губерния), в имение Горяинова, где была заведующей частной больницей. В начале декабря 1889 года выехала к родным в Ростов-на-Дону, а оттуда — в Воронеж.
С 1 мая 1890 года жила в Волоколамске (Московская губерния), где была помощником в местной земской больнице. С 1893 года — земский врач, заведующая Ивановской фабрично-земской больницей в с. Ивановском (Звенигородский уезд, Московская губерния).
После 1926 года её судьба неизвестна.
Замужем не была, детей не было.

## Литературные труды
- И — ва, Д.[3] Из записок земского врача // «Русская мысль». — 1884. — № 12.